# Eissportverein Füssen
L'Eissportverein Füssen è una società sportiva di Füssen in Algovia, nota anche come EV Füssen.
La società che dagli anni '40 agli anni '70 per un quarto di secolo dominò il campionato tedesco di hockey su ghiaccio è la seconda più vincente di Germania nella disciplina dopo il Berliner SC (16 titoli).

## Storia
La società nacque come Eissportverein Füssen (prima ESV poi abbreviato in EV) l'11 dicembre 1922 e dal 1924 schiera una squadra di hockey su ghiaccio.

### Dal 1922 al 1948
L'11 dicembre 1924 all'Hotel Sonne di Füssen nacque l'EV Füssen. Anima della fondazione e primo presidente fu Hans Rüther.
Negli anni tra il 1927 e il 1930, tra il 1933 e il 1936 e dal 1938 al 1944 oltre che nel 1948 la squadra si qualificò alla fase finale che assegna il titolo di Campione di Germania. Nel 1929 l'EVF si laureò per la prima volta campione di Baviera. Nel 1935 e nel 1994 fu invece vicecampione di Germania. La Seconda guerra mondiale bloccò l'attività. Dei dodici giocatori della squadra dieci caddero in guerra.

### Dal 1949 al 1983
L'EVF nel 1948 fu una delle società fondatrici dell'Eishockey-Oberliga (la categoria più alta) e nel 1958 dell'Eishockey-Bundesliga, nella quale giocò fino al 1983. Dalla metà degli anni '70 l'EV Füssen dominò come nessun'altra squadra la scena dell'hockey su ghiaccio tedesco. Raggiunsero in quegli anni (1973) il sedicesimo titolo di Campioni di Germania. Ai titoli vinti si aggiungono cinque secondi posti in campionato (1951, 1960, 1962, 1966 e 1972) Spiccano infine i sette titoli consecutivi vinti tra il 1953 e il 1959.
Non a caso l'EV Füssen diede alla nazionale la maggior parte dei giocatori. Nel 1952 e nel 1964 a Davos la squadra vinse la prestigiosa Spengler Cup. Dalla fine degli anni '40 e fino agli anni '80 il campo di gioco fu il Kobelstadion, capace di ben 16000 spettatori. In seguito la capienza venne ridotta a soli 7000 spettatori. Vi è poi una particolarità: dietro ai 16 titoli nazionali vinti vi sono solo 74 giocatori e 5 allenatori: Bruno Leinweber, Frank Trottier, Markus Egen, Vladimir Bouzek e Siegfried Schubert.
Tra i giocatori più famosi che hanno indossato la casacca nero-gialla figurano Markus Egen, Paul Ambros, Ernst Trautwein, Leonhard Waitl, Ernst Eggerbauer, Toni Kehle, Rudolf Thanner, Hans-Jörg Nagel, Georg Holzmann, Uli Hiemer, Gustav Hanig, Josef Völk, Xaver Unsinn, Bernd Kuhn, Udo Kießling, Uli Egen.
A metà anni '70 il periodo d'oro dell'EVF andava concludendosi. L'hockey della piccola cittadina sul Lech non poteva rivaleggiare con le società delle grandi città (Colonia, Berlino o Düsseldorf).

### Dal 1984 a oggi
La nuova EVF giocò dal 1983/84 al 1991/92 e dal 1994/95 al 1995/96 nella 2. Eishockey Bundesliga (più precisamente la 1. Liga Süd), dal 1992/93 al 1993/94 e dal 1996/97 al 1997/98 nell'Eishockey-Oberliga (la 2. Liga Süd, cioè la terza serie) e dal 1998/99 al 1999/2000 nella Regionalliga (la quarta serie).
Dal 2000/01 la squadra gioca nuovamente nell'Oberliga. Al fianco della prima squadra vi sono le giovanili.

### SC Ziegelwies
Accanto all'EVF giocò l'SC Ziegelwies in Oberliga tra il 1958/59 e il 1967/68, un'altra società dell'area urbana di Füssen che arrivò a militare in categorie importanti e che divenne addirittura farmteam del più blasonato EVF. Nell'estate del 1968 l'SCZ venne annesso all'EVF (nel 1968/69 e nel 1969/1970 partecipò in qualità di EVF 1b alla Regionalliga e poi cessò completamente l'attività).

## Palmarès
Campione di Germania:
1949 - 1953 - 1954 - 1955 - 1956 - 1957 - 1958 - 1959
1961 - 1963 - 1964 - 1965 - 1968 - 1969 - 1971 - 1973
Vicecampione di Germania:
1935 - 1944 - 1951 - 1960 - 1962 - 1966 - 1972
Vincitore della Spengler Cup:
1952 - 1954

## Rosa stagione 2006/2007
| Numero | Nome                   | Posizioni  | Data di nascita   | Vertrag | Nazionalità         |
| ------ | ---------------------- | ---------- | ----------------- | ------- | ------------------- |
| 1      | Manuel Schönhill       | Portiere   | 26 luglio 1988    | -       | Austria (bandiera)  |
| 18     | Jennifer Harß          | Torfrau    | 14 luglio 1987    | -       | Germania (bandiera) |
| 31     | Martin Ullsperger      | Portiere   | 22 marzo 1977     | -       | Germania (bandiera) |
| 33     | Andre Irrgang          | Portiere   | 10 gennaio 1978   | -       | Germania (bandiera) |
| 2      | Stefan Schödlbauer (1) | Difensore  | 25 luglio 1986    | -       | Germania (bandiera) |
| 4      | Martin Fröhlich (1)    | Difensore  | 21 agosto 1988    | -       | Germania (bandiera) |
| 5      | Joel Andresen          | Difensore  | 11 aprile 1983    | -       | Canada (bandiera)   |
| 6      | Johannes Böck          | Difensore  | 19 gennaio 1982   | -       | Germania (bandiera) |
| 9      | Thomas Hemmerle (1)    | Difensore  | 9 gennaio 1989    | -       | Germania (bandiera) |
| 36     | Florian Neumayer (1)   | Difensore  | 22 maggio 1985    | -       | Germania (bandiera) |
| 38     | Markus Wartosch        | Difensore  | 21 giugno 1977    | -       | Germania (bandiera) |
| 41     | Christian Krötz (1)    | Difensore  | 10 gennaio 1985   | -       | Germania (bandiera) |
| 43     | Florian Bindl          | Difensore  | 13 settembre 1983 | -       | Germania (bandiera) |
| 55     | Jeff White             | Difensore  | 11 aprile 1976    | -       | Canada (bandiera)   |
| 7      | Ruslan Bezshchasnyy    | Attaccante | 26 giugno 1979    | -       | Ucraina (bandiera)  |
| 10     | Dan Heilman            | Attaccante | 10 ottobre 1975   | -       | Canada (bandiera)   |
| 11     | Markus Wagner (1)      | Attaccante | 15 febbraio 1986  | -       | Germania (bandiera) |
| 12     | Stefan Knöpfler        | Attaccante | 12 dicembre 1980  | -       | Germania (bandiera) |
| 14     | Alexander Rusch        | Attaccante | 24 aprile 1978    | -       | Germania (bandiera) |
| 16     | Eric Nadeau            | Attaccante | 12 luglio 1974    | -       | Canada (bandiera)   |
| 19     | Andrej Naumann         | Attaccante | 20 marzo 1978     | -       | Germania (bandiera) |
| 22     | Raphael Rohwedder (1)  | Attaccante | 1º luglio 1989    | -       | Germania (bandiera) |
| 23     | Michael Hemmerle (1)   | Attaccante | 12 settembre 1987 | -       | Germania (bandiera) |
| 24     | Tim Richter (1)        | Attaccante | 27 marzo 1989     | -       | Germania (bandiera) |
| 26     | Johannes Mayr (1)      | Attaccante | 22 giugno 1989    | -       | Germania (bandiera) |
| 27     | Benjamin Gottwalz (1)  | Attaccante | 7 luglio 1985     | -       | Germania (bandiera) |
| 30     | Nikolai Varianov       | Attaccante | 22 novembre 1983  | -       | /                   |
| 55     | Kevin Gardner          | Attaccante |                   | -       | Canada (bandiera)   |
|        | Franz-Josef Baader     | Allenatore | 8 maggio 1959     |         | Germania (bandiera) |

(Aggiornato: 1º agosto 2006)
| Giocatore con licenza di gioco straniera |

| - (1) Giocatore U21 |

## Allenatori
- 2007/08 Dave Rich
- 2007 Alexej Sulak
- 2002-2007 Franz-Josef Baader
- 2001/02 Nikolai Varianov
- 1998 - 2001 Georg Holzmann
- 1997/98 Franz-Josef Baader, Werner Schneider
- 1996/97 Nikolai Varianov
- 1995/96 Jorma Siitarninen
- 1994/95 Rodion Pauels
- 1992 - 1994 Martin Hinterstocker senior|Martin Hinterstocker
- 1991/92 Alois Hadamczik
- 1990/91 Miroslav Berek
- 1989/90 Christoph Augsten
- 1988/89 Ulf Sterner
- 1987/88 Jiří Kochta
- 1986/87 Heinz Weisenbach, Tibor Vozar
- 1985/86 Gerd Wittmann
- 1984/85 Juhani Wahlsten
- 1983/84 Georg Scholz (Eishockeyspieler)|Georg Scholz, Carlo Jung
- 1982/83 Gerhard Kießling
- 1981/82 Tibor Vozar, Siegfried Schubert
- 1980/81 Ernst Trautwein, Siegfried Schubert, Markus Egen
- 1979/80 Dave Smith, Markus Egen
- 1978/79 Georg Scholz (Eishockeyspieler)|Georg Scholz
- 1976 - 1978 Vladimir Bouzek
- 1974/75 - 1976 Siegfried Schubert
- 1974/75 Josef Capla
- 1972 - 1974 Markus Egen
- 1970 - 1972 Siegfried Schubert
- 1967 - 1970 Vladimir Bouzek
- 1957 - 1967 Markus Egen
- 1956/57 Bruno Leinweber
- 1952 - 1956 Frank Trottier
- 1948 - 1952 Bruno Leinweber
- 1932 - 1939 Bruno Leinweber

## Giocatori famosi
Fino al 1983
- Paul Ambros
- Markus Egen
- Siegfried Schubert
- Rudolf Thanner
- Georg Holzmann
- Anton "Toni" Kehle
- Xaver Unsinn
- Leonhard Waitl
- Fritz Poitsch
- Ernst Trautwein
- Wilhelm Bechler
- Ernst Eggerbauer
- Georg Guggemos
- Peter Schwimmbeck
- Martin Beck
- Gustav Hanig
- Helmut Zanghellini
- Heinz Weisenbach
- Günther "Moses" Knauss
- Georg Scholz
- Ernst Köpf
- Hans-Jörg Nagel
- Josef Völk
- Uli Hiemer
- Hans-Peter Egen
- Uli Egen
- Bernd Kuhn
- Matthias Hoppe
- Udo Kießling

Dal 1984
- Thomas Greiss
- Jennifer Harß
- Jörg Mayr
- Felix Petermann
- Alexander Jung
- Michael Wolf
- Sasa Martinovic
- Oliver Jonas
- Sinisa Martinovic
- Markus Kehle
- Thomas Zellhuber
- Christian Völk
- Willi Hofer
- Gerhard Dittrich
- Markus Gmeiner
- Richard Schnetz
- Thomas Fröhlich
- Thomas Gröger
- Alexander Holz
- Dwayne Robinson
- Nikolai Narimanov
- Eric Nadeau
- Garret Festerling